# Joe Fattorini
Joe Fattorini, född 5 september 1969, är en brittisk radio- och tv-värd samt vinexpert.

## Karriär som journalist
Fattorini har i över fjorton år skrivit tidningen The Heralds vinspalt. Han har också bidragit till Harper's Wine and Spirit, The Independent, och The Buyer.

## TV och radio
Fattorini har varit värd för ett antal radio- och tv-program på BBC, däribland Joe's Diner och It's Your Money.
2016 höll Fattorini i ITV´s The Wine Show med Matthew Goode och Matthew Rhys. Stephen Heritage of The Guardian rosade Fattorini som "en uppenbarelse, någon slags Attenborough inom Oddbins." 

## Utmärkelser
- IWC Personality of the Year Award 2017 [7]
- IWSC Wine Communicator of the Year Award 2017 [8]